# Legitymizacja prawa
Legitymizacja prawa – uzasadnienie obowiązywania prawa oraz uznawania go za prawowite. Legitymizacja prawa jest zwykle ściśle wiązana z legitymizacją władzy. Zamiennie z terminem legitymacji używa się niekiedy takich pojęć jak usprawiedliwienie, uprawomocnienie czy uzasadnienie mocy obowiązującej. Nie zawsze jednak te terminy są synonimami.  

## Rodzaje legitymizacji
Najczęściej rozróżnia się normatywny i empiryczny sens legitymizacji. W sensie normatywnym, pojęcie to odnosi się do uzasadnienia określonych norm prawnych. Wszystkie normy prawne, a także system prawny jako całość, powinny posiadać takie uzasadnienie (odniesienie do pewnego porządku czy wartości), aby zasługiwać na posłuch i bycie uznanym za prawo. Jest to argumentacja usprawiedliwiająca, zmierzająca do ukazania porządku prawnego jako spełniającego określone kryteria, wartości". Normatywnie pojmowana legitymizacja prawa jest jednym z głównych zagadnień teorii i filozofii prawa.
Legitymizacja prawa w sensie empirycznym oznacza natomiast faktyczne przestrzeganie prawa przez członków społeczeństwa. Prawo posiada więc wysoką legitymizację, jeśli jest przestrzegane. Empiryczna legitymizacja prawa jest problemem badanym przez socjologię prawa. 
Zakłada się, że oba sensy są ze sobą powiązane. Porządek prawny nie może być oparty tylko na przemocy i aby był stabilny i skuteczny musi spełniać pewne standardy, i znajdować uzasadnienie w wartościach panujących w danej społeczności. 
Legitymację można też rozpatrywać na różnym poziomie ogólności. Możemy więc mówić o legitymizacji poszczególnych norm prawnych lub decyzji stosowania i stanowienia prawa oraz o legitymizacji całego porządku prawnego.

## Koncepcje legitymizacji prawa
To, w jaki sposób prawo jest uzasadniane i dlaczego obowiązuje stanowi jeden z głównych punktów spornych pomiędzy różnymi doktrynami prawnymi. Historia filozofii prawa może być więc pojmowana również jako historia sporów o legitymizację prawa. 
Źródeł legitymizacji prawa szukano m.in. w Bogu (koncepcje chrześcijańskie), naturze wszechświata (stoicy), naturze ludzkiej, rozumie filozoficznym (Kant), w określonych wartościach (zwolennicy praw człowieka), społecznym konsensusie (teorie demokratyczne), koncepcjach sprawiedliwości (Rawls), w procedurach (pozytywizm prawniczy), w określonej kulturze (historyczna szkoła prawa) czy w procesach komunikacji i partycypacji społecznej (Jürgen Habermas). Zasadnicza linia sporu przebiegała pomiędzy różnymi koncepcjami prawnonaturalnymi oraz pozytywizmem. 
Różnorodnym podstawom obowiązywania prawa oferowanym przez zwolenników prawa natury pozytywiści przeciwstawiali dwie główne koncepcje: genetyczną i proceduralną. Pozytywistyczna teza o rozdziale prawa i moralności pociąga za sobą to, że moralność nie może stanowić podstawy dla legitymizowania prawa. Zgodnie z koncepcją genetyczną prawo posiada legitymizację, jeśli pochodzi od legitymizowanego podmiotu władczego (czyli podmiotu posiadającego uprawnienia do wydawania prawa). W tym ujęciu zasadniczą kwestią jest legitymizacja władzy, a legitymizacja prawa jest jedynie jej pochodną. Treść prawa i sposób jego ustanowienia są rzeczami drugorzędnymi. Genetyczna koncepcja legitymizacji prawa prezentowana jest m.in. w pracach Johna Austina. Odwoływała się do niej także marksistowska teoria prawa.
Zgodnie z proceduralną koncepcją legitymizacji prawa, aby prawo zostało uznane za prawomocne wymagane jest, aby było ustanowione zgodnie z określonymi procedurami. W najbardziej wyraźnej postaci stanowisko takie wyraża normatywizm Hansa Kelsena. 
We współczesnych koncepcjach legitymizacji łączone są najczęściej elementy różnych teorii. Ważne jest zarówno kryterium genetyczne, jak i proceduralne. Zwraca się również uwagę na to, by treść prawa wyrażała pewne istotne wartości (zawarte w konstytucji czy traktatach o prawach człowieka).